# Colin Turkington
Pour les articles homonymes, voir Turkington.
Colin Henry Turkington (né le 21 mars 1982 à Portadown) est un pilote automobile nord-Irlandais, et vainqueur du championnat de Grande-Bretagne des voitures de tourisme en 2009 et 2014. 

## Carrière

### Début de carrière
Colin Turkington commence sa carrière en Ulster Karting Series en 1993. Il remporte son premier titre de champion en voiture de tourisme dans le Championnat nord-irlandais de Metro en 1998. L'année suivante, il participe au Ford Credit Fiesta Zetec Championship sur le pays britannique[pas clair], dont il remporte le titre en 2001. 

### Championnat de Grande-Bretagne de Voiture de Tourisme (2002-2009)

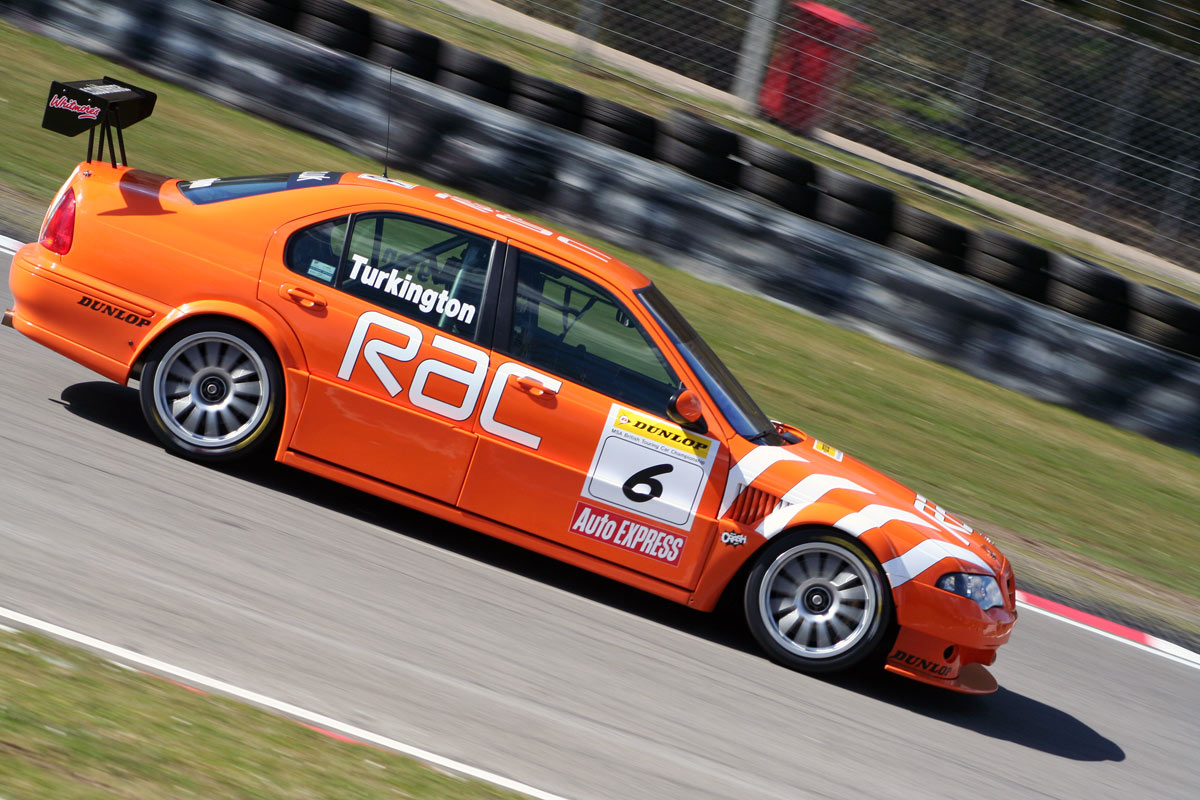
Colin Turkington à Brands Hatch en 2006, au volant de la MG du Team RAC.

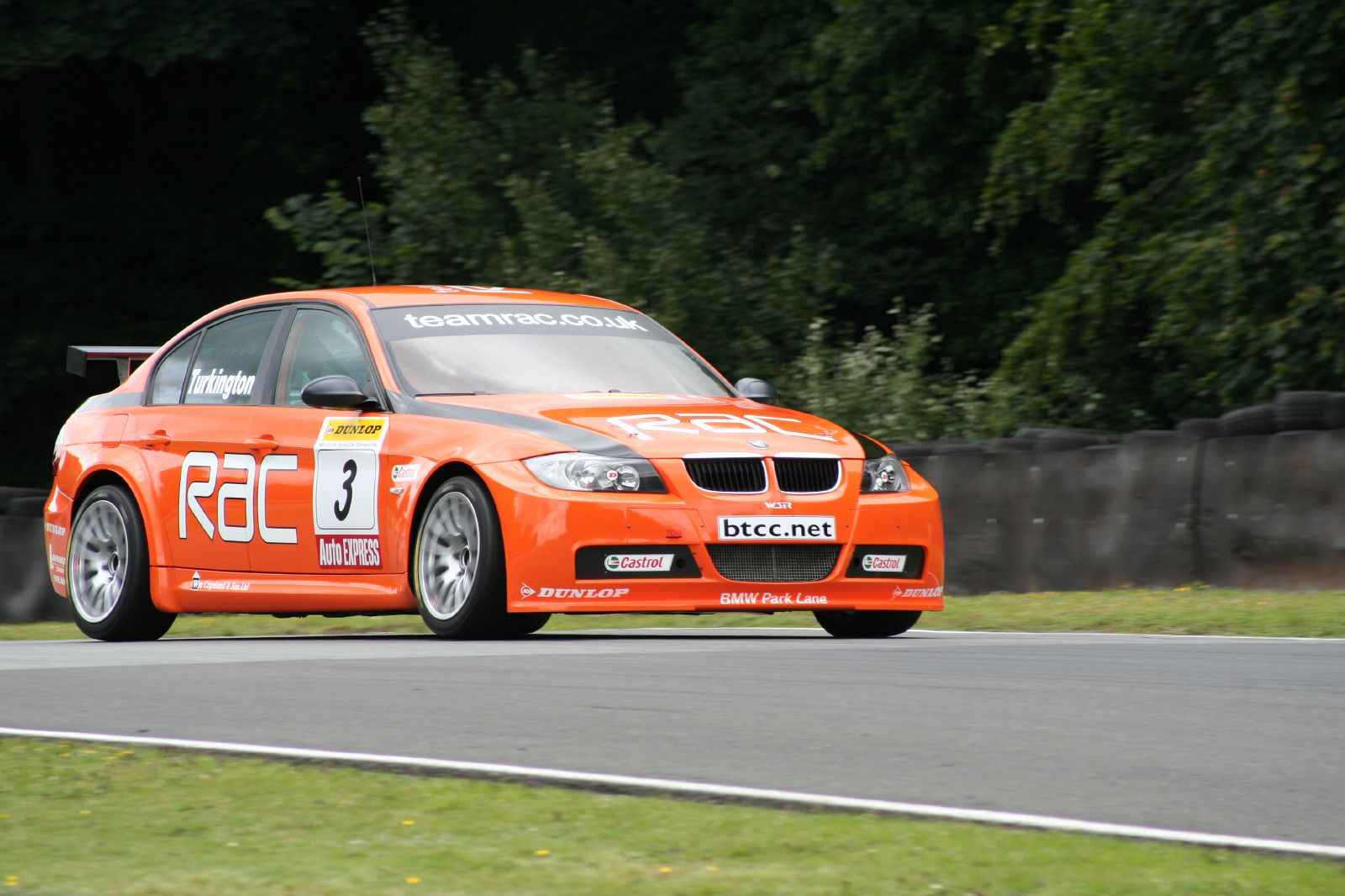
Colin Turkington à Oulton Park en 2007, au volant de la BMW du Team RAC.

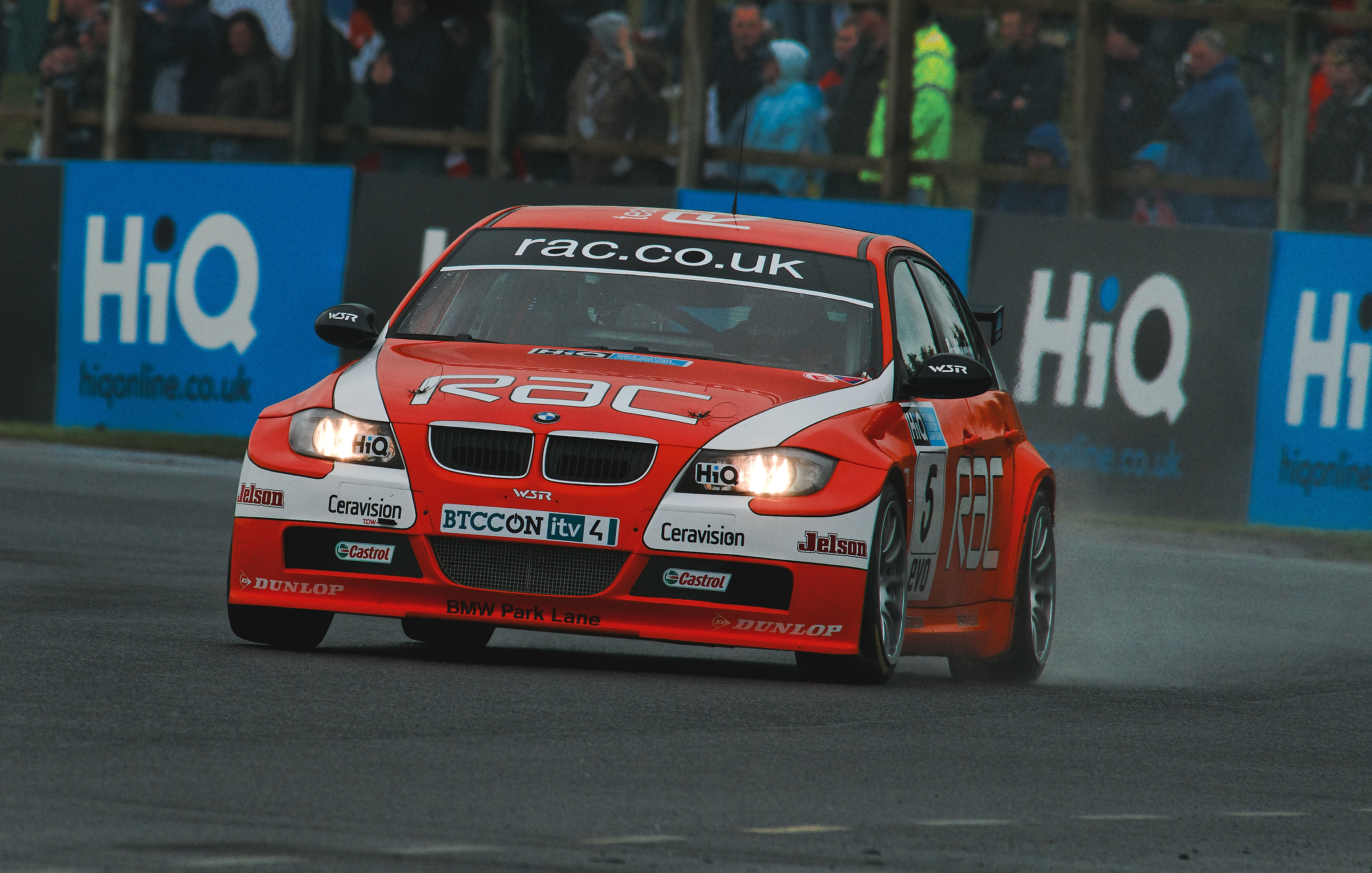
Colin Turkington à Croft en 2007, où il a remporté deux des trois courses, au volant de la BMW du Team RAC.

#### Team Atomic Kitten (2002)
Du fait de sa saison 2011, il débute dans le  championnat de Grande-Bretagne des voitures de tourisme (BTCC) en 2002. Il dispute sa première saison en BTCC au volant d'une MG ZS au sein du Team Atomic Kitten, sponsorisé par le groupe éponyme. Il termine au 14e rang du classement général, et 6e dans la catégorie des indépendants. 

#### West Surrey Racing (2003-2004)
Il rejoint le Team West Surray Racing en 2003, l'écurie officiel MG. Il remporte sa première course à Brands Hatch et termine au 8e rang au classement général. En 2004, malgré la perte du soutien du constructeur, il termine tout de même 6e sur sa MG, ajoutant une autre victoire à son palmarès sur le circuit de Mondello Park. 

#### Vauxhall (2005)
Pour 2005, il remplace le champion en titre, James Thompson, au sein de l'équipe officiel Vauxhall. Alors que son coéquipier Yvan Muller est en lice pour le titre, Colin se contente de la 6e place du classement général, en dépit du fait qu'il soit le premier pilote à avoir signé une pole position en 2005. Ces décevantes performances lui coûtent le baquet de Vauxhall pour l'année suivante. 

#### West Surrey Racing (2006-2010)
Pour 2006, il rejoint le West Surrey Racing, qui dispute le championnat sous le nom de RAC, et retrouve la MG ZS no 6, avec comme coéquipier Rob Collard. Une excellente première partie de saison fait de lui le challenger le plus proche de Matt Neal pour le titre. Malgré cela, c'est Jason Plato qui finit vice-champion lors de la dernière course de la saison en raison d'une meilleure régularité du pilote britannique. Vers la fin de la saison, l'écurie opte pour l'essence bio-éthanol et est tout proche de devenir la première équipe à remporter une course avec cette essence. Dans l'ensemble, Turkington remporte 2 victoires et monte à 14 reprises sur le podium. 
Pour 2007, la MG ZS n'étant plus éligible pour remporter le championnat, l'équipe décide d'acheter deux BMW 320si, ainsi que du recrutement de Tom Onslow-Cole, qui devient le coéquipier de Colin Turkington. Sa première victoire (et la première de BMW dans le BTCC depuis plus d'une décennie) a lieu lors de la 4e épreuve à Croft. Lors du même meeting, il termine également 3e. Par la suite, Turkington et Onslow-Cole monopolisent la première ligne à Snetterton, où ce dernier remporte la 1re course. Quant à Colin, il commence mal son meeting puisqu'il est disqualifié, s'ensuivra par la suite une 9e et une 6e place dans les deux autres courses. Cela ne le gène pas pour remporter son premier titre pilote au Trophée des indépendants tandis que son équipe remporte le titre équipe au Trophée des indépendants. Il termine également cinquième au classement général avec trois victoires. 
En parallèle, il participe avec son équipe au meeting de Brands Hatch et de Macao en WTCC en 2007 en tant que joker. À Brands Hatch, il termine troisième dans la première course sur le «podium virtuel» et termine quatrième dans la deuxième course, mais sa voiture n'étant pas homologuée en raison de sa boîte de vitesses séquentielle, il ne marque pas de points. À Macao, il termine quatorzième et huitième lors des deux courses. 
En 2008, il est rejoint au sein du Team RAC par le pilote de Formule 3 Stephen Jelley. Turkington remporte quatre victoires mais bute toujours au classement général où il termine 4e, mais tout comme son écurie, il conserve son trophée des Indépendants. 
En 2009, Turkington prend la tête du championnat à la mi-saison et le garde jusqu'au terme pour remporter son premier titre en BTCC lors d'une finale palpitante, après six victoires. À partir du meeting de Croft, Turkington n'est jamais sorti des points, enchainant 18 courses avec au moins un point marqué. Il n'a abandonné qu'une seule fois, sur une sortie de piste lors d'une course humide à Donington Park, après avoir été heurté par Adam Jones. Il remporte par la même occasion son troisième trophée des indépendants, tout comme son écurie. 

## WTCC et Championnat Scandinave de Voiture de Tourisme (2010-2012)

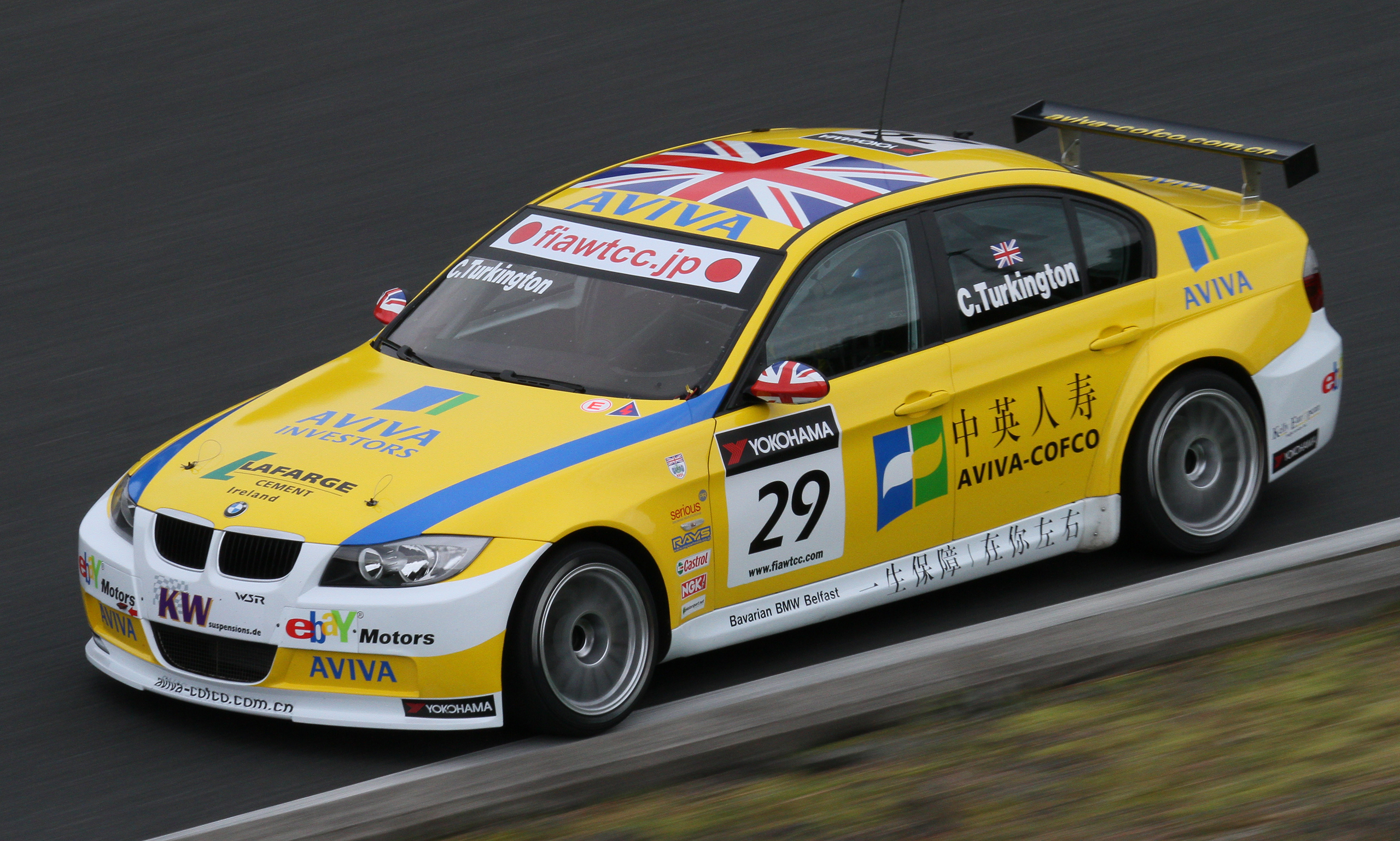
La BMW de WTCC de Colin Turkington au Japon en 2010.

Ne pouvant pas obtenir le financement nécessaire pour prendre part à la saison 2010 du BTCC, il ne peut défendre son titre. Néanmoins, le 3 juin 2010, il est annoncé qu'il participe à 3 épreuves du WTCC en 2010 au volant d'une BMW du WSR, sous les couleurs d'Ebay Motors : Brands Hatch, Brno et Algarve. 
Il prend ensuite par aux deux derniers meeting de la saison, à Okayama et à Macao, toujours avec le WSR mais sous les couleurs du Team Aviva-COFCO. Il termine 10e du championnat avec une victoire obtenu au Japon.
En 2011, toujours sur BMW, il prend part à trois meetings avec l'équipe Wiechers-Sport : Donington Park, Suzuka et Shanghai. Parallèlement au WTCC, il pilote une BMW dans le Championnat scandinave des voitures de tourisme, au sein du Team Flash Engineering. Il termine 5e avec cinq podiums, dont trois 2e place, mais aucune victoire.
En 2012, il retrouve le WTCC et les couleurs du Team Aviva-COFCO, mais cette fois au volant d'une Chevrolet Cruze, pour une seule épreuve, à Shanghai.

## Retour en Championnat de Grande-Bretagne de Voiture de Tourisme (2013-

### West Surrey Racing (2013-2014)
Il revient en BTCC en 2013, toujours au sein du team WSR, engagé sous les couleurs d'Ebay Motors, et conduit l'une des trois BMW 125is inscrites. Il remporte cinq courses, et termine à la 4eplace au championnat.
Toujours au sein de la même équipe pour 2014, l'année est plus prolifique, puisqu'il remporte huit courses et remporte le championnat et le trophée des indépendants, comme en 2009. Son écurie remporte son premier classement par équipe, ainsi que son quatrième trophée des indépendants, le premier depuis 2009.

### Team BMR (2015–2016)
Pour la saison 2015, il rejoint le Team BMR, dans lequel il fait équipe avec Jason Plato, Aron Smith et Warren Scott sur Volkswagen CC. Avec quatre victoires, il termine quatrième au général, mais conserve son titre au trophée des indépendants, tandis que son équipe remporte le classement par équipe tout comme le classement des indépendants. Pour la saison 2016, l'écurie engage des Subaru Levorg. Il remporte cinq victoires, termine de nouveau 4e au classement général, mais ni lui ni son équipe ne remporte de titre.

### West Surrey Racing (2017-)
Il rejoint une nouvelle fois le WSR pour la saison 2017, cette fois-ci sous les couleurs de BMW, qui engage trois BMW 125i M Sport, ses coéquipiers sont Andrew Jordan et Rob Collard. Avant le dernier meeting de la saison, il est 2e du championnat, avec 10 points de retard sur Ashley Sutton, mais ne parvient pas à coiffer son adversaire. Néanmoins, son écurie remporte de nouveau le championnat par équipe.